# L'Homme à la carabine (film, 1952)
Cet article concerne un film. Pour la série télévisée, voir L'Homme à la carabine.
Pour plus de détails, voir Fiche technique et Distribution.
L'Homme à la carabine (Carbine Williams) est un film américain réalisé par Richard Thorpe en 1952.

## Synopsis
C'est l'histoire authentique de David Marshall Williams (en), surnommé Carbine Williams qui, au début des années 1920, tue accidentellement un policier venu l'arrêter parce qu'il distillait clandestinement de l'alcool. Emprisonné, il parvient à créer, dans l'atelier où il est affecté, un prototype de carabine révolutionnaire. Sa famille (dont sa femme Maggie) obtient des autorités une réduction de peine et finalement une libération anticipée. La firme Winchester embauche alors Williams et commercialise l'invention sous le nom de Carabine M1. Un jour, son jeune fils lui posant des questions sur son passé, Williams lui fait rencontrer l'ancien directeur de sa prison, le capitaine Peoples, lequel raconte à l'enfant l'histoire de son père (le film débute là et se poursuit avec un long flashback).

## Fiche technique
- Titre original : Carbine Williams
- Titre français : L'Homme à la carabine
- Réalisation : Richard Thorpe
- Scénario (et histoire) : Art Cohn, d'après l'article The Most Unforgettable Character I've Met du Capitaine H. T. Peoples, paru dans le Reader's Digest en mars 1951[1]
- Direction artistique : Cedric Gibbons et Eddie Imazu
- Décors : Edwin B. Willis[1],[2], Ralph S. Hurst[2], Alfred E. Spencer[1]
- Costumes : Walter Plunkett
- Photographie : William C. Mellor
- Son : Douglas Shearer
- Musique : Conrad Salinger
- Montage : Newell P. Kimlin
- Production : Armand Deutsch
- Société de production : Metro-Goldwyn-Mayer
- Société de distribution : Loew's Inc.
- Pays de production :  États-Unis
- Langue originale : anglais
- Format : Noir et blanc — 35 mm — 1,37:1 - son Mono (Western Electric Sound System)
- Genre : Drame et biopic
- Durée : 92 minutes
- Dates de sortie :
  - États-Unis : 24 avril 1952 (première à Fayetteville (Caroline du Nord))
  - France : 1er avril 1953

## Distribution
- James Stewart : David Marshall « Marsh » Williams
- Jean Hagen : Maggie Williams
- Wendell Corey : capitaine H.T. Peoples
- Carl Benton Reid : Claude Williams
- Paul Stewart : « Dutch » Kruger
- Otto Hulett (en) : Mobley
- Rhys Williams : Redwick Karson
- Herbert Heyes : Lionel Daniels
- James Arness : Leon Williams
- Porter Hall : Sam Markley
- Fay Roope : le procureur
- Ralph Dumke : Andrew White
- Leif Erickson : Feder
- Henry Corden : Bill Stockton
- Frank Richards : Truex
- Howard Petrie : le shérif
- Stuart Randall (en) : Tom Vennar
- Dan Riss (en) : Jesse Rimmer
- Bobby Hyatt : David Williams

Acteurs non crédités
- Willis Bouchey : Mitchell
- Wade Crosby : un garde
- John Doucette : Gavrey
- Jonathan Hale : juge Henry P. Lane
- Leonard Strong : Robak
- Emmett Vogan : M. Swanson
- Robert J. Wilke : garde dans le train